# Résolution 807 du Conseil de sécurité des Nations unies
Membres permanents
- Chine
- États-Unis
- France
- Royaume-Uni
- Russie

Membres non permanents
- Brésil
- Cap-Vert
- Djibouti
- Espagne
- Hongrie
- Japon
- Maroc
- Nouvelle-Zélande
- Pakistan
- Venezuela

Résolution no 806 Résolution no 808
La résolution 807 du Conseil de sécurité des Nations unies, a été adoptée à l'unanimité le 19 février 1993. Après avoir réaffirmé la résolution 743 (1992) et toutes les résolutions pertinentes ultérieures concernant la Force de protection des Nations unies (FORPRONU), le Conseil a déterminé que la situation en Bosnie-Herzégovine et en Croatie continuait de se détériorer, constitue une menace à la paix et à la sécurité internationales et a donc prorogé le mandat de la FORPRONU pour une période intérimaire prenant fin le 31 mars 1993.
La résolution exige que toutes les parties et autres personnes concernées coopèrent avec la FORPRONU et respectent les engagements de cessez-le-feu, et demande également aux parties de ne pas positionner leurs forces à proximité des unités de la FORPRONU ou dans les zones protégées des Nations unies (UNPA) et les zones roses. Il a également exigé que toutes les parties respectent la liberté de mouvement des soldats de la paix des Nations unies afin qu'ils puissent mener les opérations nécessaires. 
Le Conseil a conclu en exhortant les parties à coopérer avec les coprésidents du comité directeur de la Conférence internationale sur l'ex-Yougoslavie, a invité le secrétaire général Boutros Boutros-Ghali à assurer une mise en œuvre rapide de la résolution 802 (1993), y compris des propositions visant à accroître les effectifs et à prolonger davantage le mandat de la FORPRONU.

## Voir également
- Dislocation de la Yougoslavie
- Guerre de Bosnie-Herzégovine
- Guerre de Croatie
- République serbe de Krajina
- Guerres de Yougoslavie